# Sara Paxton
Sara Paxton (Woodland Hills, California, 25 de abril de 1988) es una actriz, modelo y cantante estadounidense. Conocida por su interpretación en películas como Aquamarine (2006), Return to Halloweentown (2006) y Superhero Movie (2008), esta última junto a Drake Bell.

## Biografía
Paxton nació en Woodland Hills, California. Su padre es de ascendencia irlandesa, escocesa e inglesa y su madre es mexicana de ascendencia española y judía.
Sara Paxton es una joven actriz que ha demostrado su versatilidad en largos, televisión y en la música. Ha protagonizado Last House on the Left (2009), una puesta al día del clásico thriller homónimo de Wes Craven. La cinta se ha rodado en Sudáfrica. Se la vio en la comedia de Universal, Sydney White (2007), coprotagonizada por Matt Long y Amanda Bynes, y fue protagonista en el telefilme de Lifetime, The Party Never Stops (2007), acerca de un estudiante de primer año en la universidad teniéndoselas con el problema de beber hasta reventar.
Sara resulta más conocida por participar en la comedia de la Fox Aquamarine, donde encarna al personaje principal, una sirena que busca amor en tierra. El rodaje se produjo en Australia, donde la actriz pudo mejorar sus habilidades natatorias estando embutida en una cola de sirena. Asimismo, la actriz ha aparecido recientemente en el telefilm Return to Halloweentown: Witch U (2006) para Disney Channel. Es protagonista, dando vida a Marnie Cromwell, quien ha decidido saber más acerca de su herencia de bruja asistiendo a la Universidad del Reino mágico de Halloweentown. Allá, descubre una trama cuyo objetivo es aprovecharse de sus poderes mágicos con fines abyectos.
En otro orden de cosas, en el futuro próximo, Sara publicará su primer álbum, The Ups & Downs, donde exhibe su capacidad musical. Ha trabajado con algunos de los mejores productores y letristas actuales [¿quién?]para ofrecer un álbum que es divertido, innovador, y alegre.
Sara participó con el papel protagonista de Darcy Fields en Darcy’s Wild Life (2004-2006), para Discovery Kids y los Saturday Mornings de la NBC. Aquí es la hija de una actriz superestrella que se mueve en un entorno de jet-set, cuya vida cambia bruscamente cuando la madre traslada a la familia desde Malibú a un bello rancho que, sin embargo, resulta notoriamente rural. El video de Sara interpretando el tema Take a Walk, del soundtrack de Darcy’s Wildlife, estuvo emitiéndose mucho en Discovery Kids.
La actriz también fue protagonista como Staci en Sleepover (2004) para MGM. Asimismo, ha sido actriz invitada en Malcolm in the Middle (2004), para la Fox, y en Will y Grace (Will & Grace, 2004); y también interpretó un papel recurrente como la complicada novia de Jesse McCartney, Sarah Bordin, en la serie de WB, Summerland (2004).
La carrera de Sara se remonta a sus seis años. Desde entonces, ha ido recopilando una impresionante lista de interpretaciones tanto en anuncios, como en televisión y cine. La actriz siente que le impresiona haber trabajado en una amplia variedad de proyectos[cita requerida], desde dramas como CSI y C.S.I.: Miami , que cuentan con alguna intervención suya, a su papel frecuente en la sitcom de la WB, Greetings From Tucson (2002).
Algunos de los largos en los que ha intervenido son Mentiroso Compulsivo (Liar, Liar, 1997); Soldier (Soldier, 1998); Con los ojos del corazón (Music from Another Room, 1998), Haunted Lighthouse (2003) y una novata en un cuento de hadas.
Otras intervenciones televisivas son un papel protagonista en el telefilm de Disney Channel, Hounded (2001). Ha tenido intervenciones como actriz invitada en State of Grace; Lizzie McGuire (Lizzie McGuire, 2001); y Frasier (Frasier, 1993-2004); y un papel recurrente en la serie de culto de la Fox, ¡Cámara y acción! (Action, 1999); y otro en Passions (1999) dando vida a la joven Sheridan.
Asimismo, ha finalizado varios pilotos. Para Nickelodeon, intervino en Amber, Amber, con Cindy Williams y Julia Duffy; y para la Warner Bros, fue incluida en el reparto como Paige, en Generation Gap (2002), donde encarnó la nieta de la legendaria actriz de cine Debbie Reynolds (una amistad que renovó en Return to Halloweentown (2006); y el piloto para el remake de Mr. Ed (2004), protagonizado por Sherilynn Fenn y Sherman Helmsley.
En el 2009 tuvo un papel en la serie original de Disney Channel JONAS, protagonizada por los Jonas Brothers, en el episodio "Frantic Romantic".
En una entrevista de 2011 le preguntaron por qué nunca ha interpretado a una latina respondió, "He intentado! ¿Estás bromeando? He ido a audiciones y he ido como, 'Tú sabes mi familia es [Latina]... Yo he hablado un poco de español, y ellos sólo, 'Ja ja ja - eso es bueno' Y yo como 'qué?', dice con una risa. Paxton agrega: "No van a contratar a la 'niña blanca' para interpretar la Latina." Cuando se le preguntó sobre si piensa en más audiciones para un papel latina en el futuro, la actriz dijo: "Oh, sí! ¡Por supuesto!"

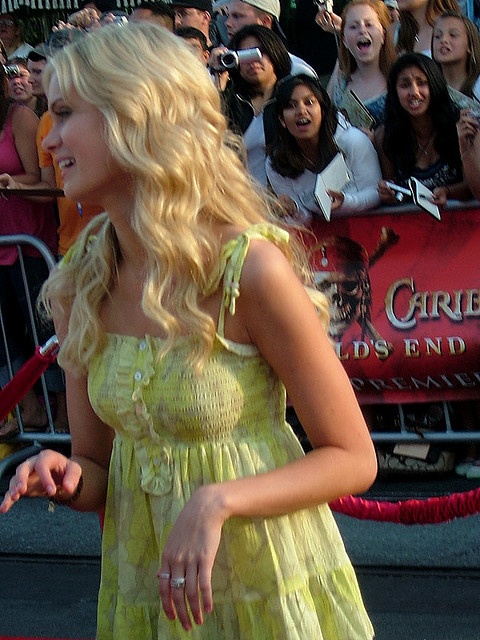
Paxton en la premier de Piratas del Caribe: en el fin del mundo, el 19 de mayo de 2007.

## Filmografía
| Año       | Título                                          | Rol                                                                  | Notas                                             |
| --------- | ----------------------------------------------- | -------------------------------------------------------------------- | ------------------------------------------------- |
| 1996      | Small Talk                                      | Panelista                                                            | 10 Episodios                                      |
| 1997      | Liar Liar                                       | Niña en la fiesta y en la escuela                                    |                                                   |
| 1997      | You're Invited to Mary-Kate & Ashley's...       | Patty                                                                |                                                   |
| 1997      | NewsRadio                                       | Sara                                                                 | Episodio Office Feud                              |
| 1998      | Soldier                                         | Angie                                                                |                                                   |
| 1998      | Two of a Kind                                   | Chica sin hogar                                                      | Episodio: A Very Carrie Christmas                 |
| 1998      | Music from Another Room                         | Joven Karen                                                          |                                                   |
| 1998      | Tunnel Vision                                   | Shauna                                                               | Cortometraje                                      |
| 1999      | Durando Kids                                    | Hillary                                                              |                                                   |
| 1999      | Koudelka                                        | Charlotte                                                            | Voz                                               |
| 1999      | Cámara y acción                                 | Georgia Dragon                                                       | 2 Episodios                                       |
| 1999      | Passions                                        | Joven Sheridan                                                       | 1 Episodio                                        |
| 1999      | Working                                         | Amanda Baynes                                                        | Episodio The Prodigy                              |
| 1999–2004 | Bob Esponja                                     | Kid Fish/Baby Fish                                                   | 12 Episodio                                       |
| 2000      | Beyond Belief: Fact or Fiction                  | Chica                                                                | Episodio The Wailing                              |
| 2000      | Geppetto                                        | Destacada                                                            | Película para televisión                          |
| 2000      | Perfect Game                                    | Sydney                                                               |                                                   |
| 2001      | Hounded                                         | Tracy                                                                |                                                   |
| 2001      | The Ruby Princess Runs Away                     | Princesa Sabrina                                                     |                                                   |
| 2001      | Lizzie McGuire                                  | Holly                                                                | Episodio Election                                 |
| 2002      | Generation Gap                                  |                                                                      | Película para televisión                          |
| 2002      | CSI: Crime Scene Investigation                  | Jody Bradley                                                         | Episodio Burden of Proof                          |
| 2002–2003 | Greetings from Tucson                           | Sara Tobin                                                           | 5 Episodios                                       |
| 2003      | Haunted Lighthouse                              | Ashley                                                               |                                                   |
| 2004      | Sleepover                                       | Stacie Blake                                                         |                                                   |
| 2004      | Malcolm                                         | Angela                                                               | Episodio Malcolm Date a Family                    |
| 2004      | Summerland                                      | Sarah Borden                                                         | 5 Episodios                                       |
| 2004      | Quintuplets                                     | Chelsea                                                              | Episodio Date Night                               |
| 2004      | Will y Grace                                    | Malanie                                                              | Episodio I Never Cheered for My Father            |
| 2004-2006 | Darcy's Wild Life                               | Darcy Fields                                                         | Papel protagónico - Serie de Televisión.          |
| 2006      | Aquamarine                                      | Aquamarine                                                           | Papel protagónico                                 |
| 2006      | Return to Halloweentown                         | Marnie Piper/Joven Splendora Agatha "Aggie" Cromwell (no acreditada) | Papel protagónico                                 |
| 2006      | Peper Dennis                                    | April May/Chrissy Tyler                                              | Episodio Celebrity Twin Could Hand                |
| 2006      | Skater Boys                                     | Kayla Gordon                                                         | Serie- Episodio Sundown                           |
| 2007      | The Party Never Stops: Diary of a Binge Drinker | Jesse Brenner                                                        |                                                   |
| 2007      | Sydney White                                    | Rachel Witchburn                                                     |                                                   |
| 2008      | Superhero Movie                                 | Jill Johnson                                                         |                                                   |
| 2008      | Wizards of Waverly Place                        | Millie                                                               | Serie de Televisión. Episodio 18 Credit Check.    |
| 2008      | Mother Goose Parade                             |                                                                      | Película para televisión                          |
| 2009      | The Last House on the Left                      | Mari Collingwood                                                     | Papel principal                                   |
| 2009      | JONAS                                           | Fiona Sky                                                            | Serie de Televisión. Episodio 12 Frantic Romantic |
| 2009      | The Beautiful Life                              | Raina                                                                | Serie de televisión. Cancelada                    |
| 2011      | The Innkeepers                                  | Claire                                                               |                                                   |
| 2011      | Hollywood Takes a Stand Agains Planking         |                                                                      | Corto                                             |
| 2011      | The Big Valley                                  | Audra Barkley                                                        |                                                   |
| 2011      | Shark Night 3D                                  | Sara                                                                 |                                                   |
| 2011      | Enter Nowhere                                   | Jody                                                                 |                                                   |
| 2011      | The Boys of Abu Ghraib                          | Peyton                                                               |                                                   |
| 2011      | Static                                          | Rachel                                                               |                                                   |
| 2012      | Liars All                                       | Katie                                                                |                                                   |
| 2012      | Lovestruck                                      | Mirabella                                                            |                                                   |
| 2012      | Blue-eyed Butcher                               | Susan Wright                                                         |                                                   |
| 2013      | The Briar Lake Murders                          | Blake                                                                |                                                   |
| 2013      | Cheap Thrills                                   | Violet                                                               |                                                   |
| 2013      | Guys with Kids                                  | Stacee                                                               | 1 episodio                                        |
| 2014      | I Brake For Gringos                             | Lina Hunter                                                          |                                                   |
| 2014      | It's All Relative                               | Grace                                                                |                                                   |
| 2015      | Happily Ever After                              | Sarah Ann                                                            |                                                   |

## Discografía

### Sencillos
| Año  | Música                     |
| ---- | -------------------------- |
| 2005 | "Here We Go Again"         |
| 2005 | "Kiss Me Like You Mean It" |
| 2005 | "Temporary"                |
| 2005 | "I Miss U"                 |
| 2005 | "Electrified"              |
| 2005 | "What You Have To Lose"    |
| 2005 | "Love Song"                |

### Bandas sonoras
| Año  | Música                                        | Banda sonora            |
| ---- | --------------------------------------------- | ----------------------- |
| 2005 | "Take A Walk"                                 | Darcy's Wild Life       |
| 2005 | "There For You"                               | Darcy's Wild Life       |
| 2005 | "Don't Wanna Be Alone" (with Jesse McCartney) | Summerland              |
| 2006 | "Connected"                                   | Aquamarine              |
| 2006 | "Can You Feel The Love Tonight"               | Disneymania Vol. 4      |
| 2008 | "I Need A Hero"                               | Superhero! Movie        |
| 2012 | "Shark Bite Rap"                              | Shark Night 3D          |
| 2013 | "Me Too (stripped)"                           | Lovestruck: The Musical |
| 2013 | "Like a Virgin"                               | Lovestruck: The Musical |
| 2013 | "How Can I Remember to Forget"                | Lovestruck: The Musical |
| 2013 | "Me Too (main mix)"                           | Lovestruck: The Musical |
| 2013 | "Everlasting Love"                            | Lovestruck: The Musical |

### Canciones inéditas
- Saturdays